# Ak Chin, Arizona
Ak Chin je naseljeno područje za statističke svrhe u američkoj saveznoj državi Arizona. Prema popisu stanovništva iz 2010. u njemu je živjelo 30 stanovnika.